# Rumfordia
Rumfordia là một chi thực vật có hoa trong họ Cúc (Asteraceae).

## Loài
Chi Rumfordia gồm các loài: